# Hon fick platsen eller Exkonung Manuel i Stockholm
Hon fick platsen eller Exkonung Manuel i Stockholm är en svensk film från 1911 i regi av Konstantin Axelsson och med manus av Elin Wägner. I rollerna ses bland andra Ellen Landquist, Harald Sohlman och Oscar Hemberg.

## Om filmen
Inspelningen ägde rum våren 1911 i Sickla folkpark i Nacka kommun utanför Stockholm. Filmen spelades in under primitiva förhållanden och gjordes "till förmån för bildandet af de Kvinnliga Journalisternas Stipendiefond". Den premiärvisades vid "Pennskaftens soaré" på Grand Hotel den 17 februari som ett bland många inslag och dagen efter hade den biopremiär på Apollo. Samtliga roller spelades av mer eller mindre kända stockholmsjournalister, vilka krediterades med sina signaturer.
Filmen kom att bli framgångsrik och höll sig kvar ovanligt länge på biograferna. Filmens framgång var förmodligen en bidragande orsak till att Wägner engagerades att skriva manuskriptet till filmen Systrarna (1912). Wägner blev genom sin medverkan i filmen den första kvinna i Sverige att få ett filmmanuskript antaget.
En av filmens skådespelare, Ellen Rydelius, skrev i sina memoarer följande om Hon fick platsen eller Exkonung Manuel i Stockholm: "Den första och -- såvitt jag vet -- enda pennskaftsfilmen inspelades under rätt säregna förhållanden. Det skedde i det fria, på dansbanan i Sickla folkpark, utan några Jupiterlampor, bara med den bleka vinterdagern som ljuskälla. På trägolvet restes några kulisser som ibland föreställde redaktionsrummet, ibland Grand Hôtels vestibul. Snön kunde inte helt sopas bort från brädgolvet, men det spelade ingen större roll. Ty filmen var så pass mörk att lite snö inte märktes. (-)
Det fanns inga utskrivna roller, och i hotellvestibulen sprang vi om varandra och frågade regissör Axelsson:
-- Vad ska vi säga?
-- Säg vad f-n ni vill, blev svaret, bara ni rör på munnen.
För vår tids kräsna filmpublik låter allt det här mycket naivt och barnsligt. Regin lämnade nog också åtskilligt att önska. Så hade man t ex glömt bort att det borde finnas resande i Grands vestibul. Där agerade bara portieren och journalisterna alldeles ensamma. Men filmen blev trots allt en succés."

## Handling
En Stockholmstidning annonserar efter en kvinnlig medarbetare och fem, sex sökande infinner sig med anledning av detta på redaktionen. Huvudredaktören vill se prov på deras journalistiska färdigheter och ger dem därför i uppdrag att spåra exkonung Manuel av Portugal, som sägs vistas i staden inkognito, och skriva ett reportage om honom. En nybörjare i yrket lyckas spåra Manuel, tar ett foto av honom och får den eftersökta platsen på tidningen.

## Rollista
- Ellen Landquist – hjältinnan, fröken X
- Harald Sohlman – en rådgivare
- Oscar Hemberg – redaktören
- Adolf Laurin – kvinnofridstöraren
- Daniel Landquist – exkonung Manuel
- Nils Ringström – tecknaren
- Elin Wägner – platssökande kvinnlig journalist
- Elin Brandell – platssökande kvinnlig journalist
- Ellen Rydelius – platssökande kvinnlig journalist
- Eira Hellberg – platssökande kvinnlig journalist
- Agnes Byström	– platssökande kvinnlig journalist
- Anton Karlgren – en man